# Batalla de Petroe
La Batalla de Petroe, también conocida como la Batalla de Hades, se libró el 20 de agosto de 1057 entre las fuerzas imperiales bizantinas del «Doméstico del Este» Teodoro, y el general rebelde Isaac I Comneno , comandante del ejército de campaña bizantina en Anatolia. Comneno se había rebelado contra Miguel VI Stratiotikos (r. Desde 1056 hasta 1057) y ganándose la lealtad de muchos generales principales, incluyendo a Nicéforo Brienio y Nicéforo III. Después que Comneno fuera proclamado emperador, los dos ejércitos se enfrentaron en el Hades, cerca de la ciudad de Nicea. Aunque el ala derecha del ejército de Comneno fue derrotada, el ala izquierda, dirigida por Katakalon Cecaumeno, hizo retroceder a la derecha imperial,  entró en su campamento, y destruyó las tiendas de campaña. El mismo Comneno se mantuvo firme en el centro, haciendo que el ejército imperial se rompiera y saliera corriendo, dejando el camino abierto a Constantinopla.

## Antecedentes
El corto reinado de Miguel VI Stratiotikos estuvo plagado de disensiones internas, ya que el nuevo emperador procedió a enajenar a las principales figuras de la aristocracia militar. De los dos más importantes, Katakalon Cecaumeno y Nicéforo Brienio, Cecaumeno era el general más popular en el imperio y la decisión del emperador para privarlo de su comando en Antioquía por cargos de extorsión no sienta bien a los otros nobles principales. Pero fue la actuación del emperador hacia Nicéforo Brienio lo que precipitó la rebelión.
- Datos: Q2855373